# Helen Chenoweth-Hage

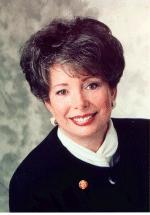
Helen Chenoweth-Hage

Helen P. Chenoweth-Hage (* 27. Januar 1938 in Topeka, Kansas; † 2. Oktober 2006 in Tonopah, Nevada) war eine US-amerikanische Politikerin. Zwischen 1995 und 2001 vertrat sie den ersten Wahlbezirk des Bundesstaates Idaho im US-Repräsentantenhaus.

## Frühe Jahre und Aufstieg
Helen Chenoweth-Hage wurde als Helen Margaret Palmer geboren. Sie besuchte die Grants Pass High School in Oregon und danach das Whitworth College in Spokane. Dort lernte sie Nick Chenoweth kennen, den sie bald darauf heiratete. Das Paar hatte zwei Kinder; die Ehe wurde 1975 geschieden. Zwischen 1964 und 1975 war sie Beraterin von Verwaltungen medizinischer Institutionen. In Orofino in Idaho leitete sie die Verwaltung der Northside Medical Clinic.

## Politische Laufbahn
Helen Chenoweth wurde Mitglied der Republikanischen Partei. Von 1975 bis 1977 war sie im Vorstand der Partei in Idaho. Außerdem war sie Leiter des Wahlkampfs des Kongressabgeordneten Steve Symms sowie Miteigentümerin einer Beraterfirma. Bei den Kongresswahlen des Jahres 1994 wurde sie in das US-Repräsentantenhaus gewählt, wo sie am 3. Januar 1995 Larry LaRocco von der Demokratischen Partei ablöste, den sie in den Wahlen mit 55:45 Prozent der Wählerstimmen geschlagen hatte. Zwei Jahre später konnte sie ihr Mandat gegen den Demokraten Dan Williams mit 49:48 Prozent der Stimmen nur ganz knapp verteidigen. Bei ihrer dritten Wahl in den Kongress im Jahr 1998 erreichte sie wieder einen Anteil von 55 Prozent. Ihr Gegenkandidat war erneut Dan Williams. Damit konnte sie zwischen dem 3. Januar 1995 und dem 3. Januar 2001 im US-Repräsentantenhaus verbleiben, wo sie als sehr konservativ galt. Sie war eine Gegnerin von Präsident Bill Clinton und forderte im Zusammenhang mit der Lewinsky-Affäre dessen Rücktritt. Im Jahr 2000 kandidierte sie nicht mehr für eine weitere Amtszeit.

## Weiterer Lebenslauf
Im Jahr 1999 heiratete sie den Rancher und Buchautor Wayne Hage. Daraufhin nahm sie den Namen Helen Chenoweth-Hage an. Nach dem Ausscheiden aus dem Kongress lebte sie mit ihrem Mann auf dessen Ranch in Idaho. Sie veröffentlichte Schriften und hielt Gastvorträge, hauptsächlich zum Thema Privateigentumsrechte. Ihr Mann starb am 5. Juni 2006 im Alter von 68 Jahren. Sie selbst wurde am 2. Oktober 2006 Opfer eines Verkehrsunfalls.